# Eurynogaster subciliata
Eurynogaster subciliata är en tvåvingeart som beskrevs av Hardy och Linda M. Kohn 1964. Eurynogaster subciliata ingår i släktet Eurynogaster och familjen styltflugor. Inga underarter finns listade i Catalogue of Life.